# 茄子 (漫畫)
《茄子》（日语：茄子）為日本漫畫家黑田硫黃的日本漫画作品。於講談社〈月刊Afternoon〉2000年11月號到2002年10月號雜誌上進行連載。單行本全3卷。
以茄子為共通話題所展開的單回短篇集。鄉村和都會為主要舞台與現代劇、歐洲自行車競技（公路自行车赛）、近未來SF、時代劇等，涉及不同範圍的題材。2009年發售新裝版上下卷。

## 登場人物
高間（たかま）
独自隐居农村务农的中年男子。因为会英文，而被周围的农家尊称“先生”。
大西（おおにし）
自小认识高間的中年女子。自称每日只睡三小时，偶尔来高間时会说“到你这里来能睡得很好”。现在是一家会计事务所的所长。
高橋 綾（たかはし あや）
女子高中生。因为母亲公司破产而过了一段艰难的日子。同时为了躲避追债的人，搬到了高間附近的亲戚家寄宿。
松浦（まつうら）
高間的高中同学。总是对高間说“我正在寻找宝藏”。
桑原（くわはら）
高橋同学。性格上以自己我为中心，认为自己很“酷”。
国重（くにしげ）
高中毕业后，既不升学也不找工作的女子。
有野（ありの）
国重的同学。因为早上起不来而辞掉了工作。总是说自己想要退休。
帕帕·贝奈海利（ペペ・ベネンヘリ）
第一卷短篇《安达卢西亚之夏》的主人公，属于比利时的PaoPao啤酒队。在服兵役期间，女朋友与兄长安海尔相恋并在他进行环西班牙·贝尔塔大奖赛故乡赛段的比赛日结婚。

## 出版書籍
| 集數 | 講談社         | 講談社                 | 台灣東販      | 台灣東販              |
| 集數 | 發售日期       | ISBN                   | 發售日期      | ISBN                  |
| ---- | -------------- | ---------------------- | ------------- | --------------------- |
| 1    | 2001年7月17日  | ISBN 978-4-06-314272-3 | 2004年9月1日  | ISBN 978-957-473749-9 |
| 2    | 2002年5月21日  | ISBN 978-4-06-314295-2 | 2004年10月1日 | ISBN 978-957-473750-5 |
| 3    | 2002年12月18日 | ISBN 978-4-06-314314-0 | 2004年11月1日 | ISBN 978-957-473776-5 |

新裝版
| 集數 | 講談社        | 講談社                 |
| 集數 | 發售日期      | ISBN                   |
| ---- | ------------- | ---------------------- |
| 上   | 2009年1月23日 | ISBN 978-4-06-314547-2 |
| 下   | 2009年2月23日 | ISBN 978-4-06-314552-6 |

## 動畫
第1卷收錄的短篇「安達魯西亞之夏（アンダルシアの夏）」由高坂希太郎導演將其動畫電影化、2003年夏天《茄子 安達魯西亞之夏》正式發表上映、於坎城影展導演週期間播出首映會。續篇改編自第3卷收錄的短篇「旅行箱中的候鳥（スーツケースの渡り鳥）」由同位導演執導、《茄子 旅行箱中的候鳥》於2007年秋天宣布OVA化，此外並於東京國際動畫博覽會上獲得2008年第7回東京動畫獎優秀獎OVA部門受賞。

## 外部連結
- Official manga website (Archived)
- Nasu（漫畫）在動畫新聞網百科全書中的資料（英文）